# Фустат
Фустат (арап. الفسطاط) је био први главни град Египта за време арапске владавине. Основао га је Амр ибн ел Ас недуго по освајању Египта 661. године нове ере. Једна од првих грађевина је и Амр џамија, прва и најстарија џамија не само у држави него и на целом континенту.
Град је достигао врхунац своје моћи у 12. веку када је у њему живело близу 200.000 житеља. Тих година представљао је центар административне власти Египта, све до 1168. године када је по наређењу везира Шавара спаљен. Везир се на тај потез одлучио не би ли заштитио своје богатство од Крсташа. Остаци града касније су припојени оближњем Каиру којег је мало северније од Фустата саградила шиитска династија Фатимида у другој половини 10. века. Тада је новоизграђени град са старим делом постао нови центар управљачке моћи Египта. Годинама касније остаци Фустата били су дуго запуштени и служили су као складиште ђубрета.
Данас Фустат представља део Старог Каира. Са малобројним грађевинама које су очуване из доба када је био главни град привлачи бројне туристе сваке године. Предмети и остаци древног Фустата пронађени у многобројним археолошким истраживањима углавном се налазе у Музеју исламске уметности у Каиру. Овде се налази Национални музеј египатске цивилизације.

## Египатска престоница
Фустат је од свог настанка замишљен као централно место управљачке моћи Египатске државе. Петстотина година са прекидима био је главни град Египта. Од свог оснивања 661. године па све до 750. несметано је имао звање престолнице, све док Абасиди нису одлучили да се боре са Омејадским халифатом. Борба није усмерена само на ослобођење окупиране територије Египта већ су се у целом исламском свету водили конфликти за рушење владавине династије Омејада. Да би ојачали своје управљање државом, Абасиди су престоницу преселили из Фустата у Дамаск. Међутим, убрзо је халифска породица прешла у новоосновани Багдад који је од 762. године постао главни град.
Нове династије које су се смењивале на престолу државе чинили су сличне потезе. Тако је Ал-Аскар био престоница од 750. до 868. године све док је Тулуниди ниси преселили у Ал-Ката’и. Неколико година касније, тачније 905. град су уништили Абасиди и престоницу вратили у Фустат. Наредних деценија град је доживео препород и био је на врхунцу свог успеха све до 1168. када је по наређењу владара спаљен.

## Порекло имена
Име града потиче од арапске речи fusṭāṭ (فسطاط) што у преводу значи велики шатор или павиљон. Према традицији, место изградње Фустата изабрала је птица. Легенда каже да је голубица положила јаја у шатору Амр ибн ел Аса, муслиманског освајача Египта, непосредно пред поход на Александрију. Амр је ово протумачио као Божији знак а шатор је остао нетакнут све до повратка из боја. Вративши се као победник, наредио је својим војницима да разапну шаторе око његово, оснивајући тако нову престоницу Миср ел Фустат или Фустат Миср, северно од римске Вавилонске тврђаве.
Реч Миср има семитске корене, а у арапском језику означава велики град или метропола. То значи да би у слободном преводу Миср ел Фустат могао бити Метропола шатора а Фустат Миср, Павиљон Египта. Египћани и данас дан свој главни град називају Миср или колоквијално Маср, иако је то име за читаву земљу. Прва џамија у држави, џамија Амр Ибн Ал-Ас, саграђена је на месту где се некада налазио командирев шатор 642. године.

## Рана историја
Хиљадама година, престоница Египта премештавана је на неколико локација узводно и низводно од реке Нил. Теба и Мемфис само су неки од градова које су подигле многобројне династије. Након што је Александар Велики освојио Египат око 331. године старе ере, престоница је постала новоосновани град назван по њему. Готово хиљаду наредних година није дошло до промене, све док војска арапског халифа Омера није осваја регион средином 7. века. Када је Александрија пала, септембра 641, јавила се потреба на новим центром државе. Амр ибн ал-Ас, командант освајачке војске, основао је нову престоницу на источној обали реке.